# Giuliano di Toledo
Giuliano di Toledo (Toledo, 644 ca – Toledo, 6 marzo 690) è stato vescovo metropolita, scrittore, poeta, uomo erudito della Spagna visigota. È ritenuto essere il più importante teologo del VII secolo in Occidente. È celebrato come santo dalla Chiesa cattolica.

## Biografia
Le principali fonti per ricostruire la sua biografia sono i Chronica Muzarabica anno 754 e la Vita sancti Iuliani composta da Felice di Toledo.
Giuliano nacque in una famiglia di cui non si conosce molto con assoluta certezza, ma di cui si possono dare notizie verosimili. Il nome di battesimo, Iulianus, farebbe pensare che si trattasse di una famiglia di origine ispano-romana; il fatto che fu battezzato nella Cattedrale di Toledo farebbe presupporre che egli appartenesse ad una nobile famiglia, come del resto la sua formazione nella stessa Cattedrale; il fatto che egli non parli mai della sua famiglia darebbe invece conferma a ciò che trasmettono le fonti, ossia il fatto che fosse di ascendenza ebraica per quanto ormai convertitasi al cristianesimo da anni, se non decenni.
Forse offerto come oblato sin da bambino alla Chiesa cattedrale di Toledo, la sua formazione giovanile fu legata alla scuola episcopale di Toledo e alla figura dell’allora vescovo e poeta Eugenio II, molto amato da Giuliano, che lo considerò non solo come un semplice precettore, ma anche come il proprio maestro di teologia, con il quale intavolare dotte discussioni. Un altro insegnante che Giuliano ebbe molto a cuore e che conobbe durante i suoi anni di studio fu Ildefonso, anch’egli vescovo di Toledo. Da Felice di Toledo si viene a sapere che in quegli anni Giuliano coltivò una profonda e fraterna amicizia con un suo coetaneo e compagno di studi di nome Gudila, che sarebbe morto prematuramente anni dopo nel 679 o nel 680, colpendo profondamente Giuliano con la sua dipartita.
Giuliano provava una forte attrazione per la vita monastica e tuttavia condusse la sua esistenza ecclesiastica interamente nell’alveo del clero secolare: fu diacono verso il 669-670, divenne presbitero nel 674-675 e, grazie alla grande stima che di lui aveva re Wamba, fu nominato vescovo il 29 gennaio del 680, come successore di Quirico di Toledo.
Giuliano fu inizialmente grande amico e biografo di Wamba, ma poi, in un secondo momento, in seguito a certi decreti quali l’obbligo del servizio militare anche per i membri del clero e l’eccessiva ingerenza del sovrano nelle questioni ecclesiastiche, cominciò a guardarlo con sospetto. La situazione ebbe un punto di non ritorno la notte del 14 ottobre del 680 quando ci fu una particolare congiura di palazzo contro Wamba, alla quale partecipò, forse a sua insaputa, lo stesso Giuliano. Wamba, che si era attirato molti nemici anche nella nobiltà, si trovò in uno stato di incoscienza, quasi sicuramente a causa di qualche pozione narcotizzante che gli era stata somministrata. Giuliano fu subito chiamato dai cortigiani affinché assistesse il re, come se fosse in fin di vita. Quando fu detto a Giuliano che Wamba in vita aveva più volte espresso la volontà di morire in abito da penitente, il vescovo non esitò a celebrare il rito dell’”ordine della penitenza”. Sempre mentre era sotto effetto di narcotizzanti fu fatto firmare al sovrano un documento in cui dichiarava suo successore Ervigio. Così, quando si destò, Wamba apprese di non essere più il sovrano.
Giuliano era in buoni rapporti con Ervigio già prima che quest’ultimo diventasse sovrano e li rafforzò ancor di più durante il suo regno.
Da un punto di vista religioso, Giuliano era perfettamente consapevole di quanto l’unità religiosa fosse garante dell’unità politica e si adoperò in prima persona per cercare di dare unità alla liturgia spagnola.
Nel corso del suo operato episcopale partecipò a ben quattro concili di Toledo, presiedendone gli ultimi tre: il dodicesimo concilio di Toledo del 681, il tredicesimo del 683, il quattordicesimo del 684 e il quindicesimo del 688.
Durante questi concili si discusse molto sulle conclusioni stabilite dal Papa nel concilio di Costantinopoli del 680 in relazione all’eresia monotelita, conclusioni che non trovarono tutte la condivisione di Giuliano. Di tutto questo si ha un riflesso nell’Apologetico, testo scritto da Giuliano e approvato dal quindicesimo concilio di Toledo, opera che creò forti tensioni con Roma.
Un altro tema molto discusso, che impegnò il dodicesimo concilio, fu l’episodio legato al re Wamba: fu appunto deciso che la penitenza somministrata al re fosse valida e si procedette pertanto con l’unzione del nuovo sovrano Ervigio. Per la comunità di Toledo e per il prestigio di Giuliano fu però di estrema importanza il quindicesimo concilio con il quale fu sancita la superiorità della sede di Toledo su tutte le altre diocesi spagnole.
In conclusione, si può dire che Giuliano fu un uomo molto colto, con un carattere forte, capace di tenere testa persino a Roma, teologo dotato di una grande fede, ma anche abile politico, come i suoi tempi richiedevano.
Giuliano di Toledo morì il 6 marzo del 690 per cause naturali all’interno del palazzo episcopale di Toledo.
Egli fu sepolto nella Chiesa di Santa Leocadia, anche se la sua salma, a causa delle persecuzioni di Abd al-Rahman I, fu poi traslata nei dintorni di Oviedo dando alla località il nome di Santullano.
Egli viene celebrato come santo dalla Chiesa cattolica il 6 di marzo conformemente al Martirologio Romano; tuttavia, l’arcidiocesi di Toledo lo ricorda nel giorno della sua salita alla cattedra toletana, il 29 di gennaio.

## Controversie
Giuliano di Toledo è stato spesso accusato, in conformità con i suoi tempi, di aver promosso e mostrato un atteggiamento antisemita. In realtà, Giuliano non fu mai un persecutore degli ebrei né tantomeno mai istigò alla violenza contro di loro. Per ovvi motivi Giuliano si poneva su un piano ideologico e religioso diverso rispetto alla comunità ebraica che viveva nella Spagna del suo tempo, ma questo non lo portò mai a varcare il confine tra la differenza di credo e la violenza legata alla propria fede religiosa. La sua battaglia restò su un piano dottrinale e ideologico, senza sfociare mai in atti violenti: al contrario, pare che Giuliano ebbe addirittura ottimi rapporti con alcuni Ebrei della comunità di Toledo del suo tempo. Ma soprattutto non si devono dimenticare le probabili origini giudaiche della sua famiglia fatto che, per quanto grande teologo cristiano, Giuliano dovette tenere in considerazione.

## Opere
Giuliano praticò i più svariati generi: dalla storia alla grammatica, dall’esegesi alla teologia fino anche alla poesia, come l’amatissimo maestro Eugenio II. Lo stile che adottò in ciascuna di esse cambiava a seconda dell’argomento e del genere dell’opera. Un buon numero di opere di Giuliano ci è giunto per intero, mentre altre sono naufragate nel mare della storia.

### Attribuite con certezza
Elogium Ildephonsi: si tratta di un testo particolare. È una brevissima biografia di Ildefonso di Toledo, del quale Giuliano fu discepolo e secondo successore come vescovo di Toledo. Quest’operetta si trova inserita nella sezione finale del De viris illustribus dello stesso Ildefonso. Risale al 667, anno della morte di quest’ultimo, in un momento in cui Giuliano era un semplice diacono all’inizio della sua carriera ecclesiastica. Giuliano aveva conosciuto e ammirato particolarmente Ildefonso prima come proprio maestro e teologo, in seguito come vescovo di Toledo e in questo testo brevissimo decide di omaggiarlo, ricordarlo e consegnarne la vita ai posteri dedicandogli una biografia che si mostra scritta in maniera sobria e semplice, senza l’aggiunta di eventi prodigiosi. Al testo di Giuliano segue un elenco delle opere letterarie composte da Ildefonso. L’Elogium ha fatto discutere la critica poiché, pur essendo un’opera di Giuliano, non viene citata da Felice di Toledo insieme alle altre opere composte dal metropolita di Toledo. Tuttavia, sia la tradizione manoscritta che gli studi sul testo da parte dei critici hanno portato massima certezza sulla paternità dell’opera.
Da un punto di vista della tradizione l’Elogium ha conosciuto due vie di trasmissione: da una parte è stato copiato in aggiunta alla fine del De viris illustribus, dall’altra lo è stato come esordio del De virginitate sanctae Mariae, opera anch’essa di Ildefonso. Ad oggi non è ancora disponibile uno studio di insieme sulla tradizione dell’Elogium. È tuttavia bene sapere che di quest’opera esistono due redazioni: una brevior e una longior. Quest’ultima contiene un episodio in più rispetto alla prima, relativo alla giovinezza di Ildefonso: quest’ultimo sarebbe scappato di casa per abbracciare la vita monastica e il padre, adirato, lo avrebbe inseguito con la spada in mano per riportarlo a casa. Entrambe le recensioni presentano codici antichi e non ci sono al momento prove che possano confermare il carattere spurio dell’episodio presente nella longior. Inoltre, è stata individuata una recensione mista, frutto della fusione tra la recensione longior e la Vita sancti Ildefonsi dello Pseudo-Cixila: essa è conservata nel manoscritto Aemil. 47 ff. 136r-141r.
Le edizioni di riferimento ad oggi sono basate in larga misura sul manoscritto León, Archivio-Biblioteca de la Santa Iglesia Catedral, 22. Questo codice infatti tramanda tanto il De viris illustribus quanto il De virginitate sanctae Mariae.
Historia Wambae Regis: si tratta di un’opera storiografica in cui Giuliano narra l’ascesa al trono e le campagne di guerra del nobile visigoto Wamba. L'Historia Wambae Regis presenta una struttura particolare in quanto non è costituita esclusivamente dalla storia in sé, bensì da quattro componenti: un'Epistola scritta dal duca Paolo, la Historia vera e propria, un'Insultatio e un Iudicium.
De comprobatione sextae aetatis mundi adversus Judaeos cum oratione et epistola ad Dominum Ervigium regem: composto nel 686 su richiesta del re Ervigio, il De comprobatione sextae aetatis mundi si inserisce a pieno titolo nel contesto della polemica antiebraica in atto nella Spagna visigota, trattandosi di un’opera che aveva come obiettivo quello di smontare le tesi messianiche degli Ebrei e la loro conversione al cristianesimo.
Antikeimenon libri duo, seu Liber de diversis: opera in due libri con titolo greco, composta in una data ancora oggi incerta, ma che dovrebbe essere compresa tra il 680 e il 690, ossia durante il periodo episcopale di Giuliano. Lo scopo dell’Antikeimenon libri duo è quello di commentare e cercare di conciliare quei passi della Bibbia che sembrano contraddittori ad una prima lettura.
Prognosticum futuri saeculi: opera teologica riguardante l’escatologia cristiana in tre libri, scritta da Giuliano nel 688. Annoverato già da Felice di Toledo tra le opere di Giuliano, il Prognosticum è preceduto al suo interno da una lettera ad Idalio, vescovo di Barcellona, a cui l’opera è dedicata, e dall’Oratio ad Deum, preghiera con cui Giuliano raccomanda sé stesso e il Prognosticum a Cristo.

### Opere di dubbia paternità
Ars grammatica: opera ritrovata nel 1795 da Faustino Arévalo in un manoscritto della Vaticana, attribuita dai più a Giuliano di Toledo, seppure con qualche riserva. L’Ars grammatica è in due libri: il primo è dedicato alla metrica, il secondo alla grammatica vera e propria.
Versus ad Modoenum: si tratta di un poema polimetro il cui autore descrive sé come Iulianus servorum Domini servus, il che legittimamente può far pensare proprio a Giuliano di Toledo. In questa opera, tale Giuliano, chiunque egli sia, incoraggia il suo corrispondente, quel Modoenus del titolo, a inviargli i suoi versi e esorta sé e il suo amico a continuare la loro corrispondenza per poi concludere chiedendo la protezione della Madonna affinché entrambi un domani si ritroveranno in paradiso. L'attuale edizione di riferimento dell'opera è quella curata da Bischoff, inclusa nel Corpus Christianorum.

### Opere perdute
Apologeticum Fidei: conosciuto anche come Primo Apologetico di Giuliano di Toledo, viene tuttavia chiamato Apologeticum Fidei dal suo successore Felice di Toledo. È un’opera perduta della quale tuttavia si ha una buona conoscenza soprattutto grazie alle reazioni che suscitò a Roma e nella Spagna visigota: si tratta infatti di uno scritto ufficiale di Giuliano, indirizzato a Roma nel contesto immediato al Concilio ecumenico di Costantinopoli del 680, concernente la materia cristologica.
Apologeticum de tribus capitulis: detta anche Secondo Apologetico, è una breve operetta in 18 capitoli redatta nel 686 che, come suggerisce il titolo, vuole essere la difesa di quelle espressioni problematiche del Primo Apologetico anche e soprattutto attraverso l’inserzione di un gran numero di citazioni prese dai Padri della Chiesa a testimonianza dell’ortodossia della Chiesa Visigota, che era stata messa in dubbio da papa Benedetto II e dalla Sede Apostolica, in seguito all’Apologeticum Fidei.
De remediis blasphemiae: viene attribuita a Giuliano da Felice di Toledo. Si tratta di un testo molto discusso: l’opera era dedicata ad un abate di nome Adriano ed è stato identificato con un Tractatus, conservato a Roma, sulle anime post mortem. In anni più recenti si è stati più propensi a definire il Tractatus come il prodotto di un anonimo, mentre il De remediis blasphemiae si considera ad oggi perso.
Excerpta de libris Sancti Augustini: insieme di testi di Agostino, scritti come critica ad un pelagiano di nome Giuliano e che Giuliano di Toledo raccolse in questa opera.
Ex decade psalmorum beati Augustini: raccolta di commenti ai Salmi composti da Agostino. Entrambi i testi sono pertanto delle raccolte di opere di Agostino messe insieme da Giuliano, che vedeva in lui il suo modello privilegiato. Entrambe dovrebbero risalire agli anni giovanili di Giuliano di Toledo.
Liber carminum diversorum: raccolta di poesie di Giuliano di Toledo. Doveva contenere almeno inni, epitaffi e epigrammi. La perdita è da considerare enorme se si tiene conto del fatto che Giuliano aveva dedicato anni di studio agli autori classici e che aveva avuto come maestro Eugenio II di Toledo, abile poeta. Avere conservata questa raccolta avrebbe potuto offrire un quadro più chiaro sui livelli a cui la poesia visigota poteva giungere.
Libellus de divinis iudiciis: si apprende sempre da Felice dell’esistenza di questa opera che era dedicata a Ervigio, quando non era ancora re, e che doveva essere una raccolta di testi tratti dalla Bibbia.
Liber missarum: conteneva i testi di tutte le celebrazioni eucaristiche dell’anno liturgico secondo il rito mozarabico, che Giuliano si impegnò di riordinare, mostrando una grande conoscenza della liturgia romana e dei testi patristici. In questo Giuliano si poneva sulla scia dei suoi predecessori Eugenio II e Ildefonso.
Liber orationum: era un testo che conteneva tutte le formule delle feste liturgiche della Chiesa di Toledo corretto e completato da Giuliano.
Librum plurimarum epistolarum: si trattava di una raccolta di epistole che Giuliano di Toledo doveva aver inviato a vescovi, metropoliti, abati, sovrani e, in quanto tali, dovevano essere state scritte in un latino raffinato. Si è a conoscenza oggigiorno di questo epistolario perché citato dal biografo di Giuliano, ossia Felice di Toledo.
Liber responsionum: opera con cui Giuliano si poneva in dialettica e a difesa delle leggi visigote che vietavano a qualunque schiavo cristiano di essere sottoposto a un padrone ebreo.
Liber responsionum: si tratta di un'altra opera, diversa da quella precedente. Questa doveva sostenere il diritto di asilo nelle Chiese.
Liber sermonum: anch’esso citato da Felice di Toledo, doveva trattarsi o di una raccolta di omelie o di un'opera che descriveva come luogo di rifugio la casa di Dio.

### Opere non attribuibili a Giuliano, ma che in passato lo sono state
Carmina duo quae cum apologeticis P. Romanae Ecclesiae missa sunt: testi poetici che Giuliano avrebbe spedito con i due Apologetici (Primo e Secondo) al papa. Differenze linguistiche e stilistiche permettono di comprendere che non sono opera di Giuliano.
Chronica regum Wisigotthorum: elenco dei re visigoti fino al 697, anno in cui salì al trono re Witiza. Tuttavia, Giuliano nel 697 era morto già da anni e pertanto non può essere ritenuta sua.
Commentarium in propheta Nahum: per il fatto che non sia citata da Felice di Toledo, ma soprattutto per ragioni linguistiche e stilistiche non è ritenuta opera di Giuliano.
Quattuor Epitaphia: dedicati a Ildefonso e Quirico di Toledo, a Gudila e al re Wamba. Tuttavia, criteri linguistico-stilistici tradiscono la non paternità dell’opera.

## La lingua di Giuliano di Toledo
Gli studiosi hanno spesso esaltato la lingua di Giuliano di Toledo come superiore a quella della Spagna visigota. In realtà, la lingua propria del metropolita di Toledo è il latino del suo tempo, quindi lontana da quella classica: è semmai una lingua scarna, che tuttavia è al tempo stesso indubbiamente elegante. Questo dipende dalla formazione culturale a livello di autori e di maestri di cui fece esperienza Giuliano: amante dei classici e dei Padri della Chiesa, Giuliano deve moltissimo a Ildefonso e soprattutto a Eugenio II di Toledo. È importante tenere a mente come per Giuliano il latino non sia solo una lingua scritta, ma al contrario esso è la lingua che egli parlava quotidianamente, insomma la lingua madre. Il latino scritto era padroneggiato dalla minoranza privilegiata che aveva avuto la fortuna di frequentare la scuola episcopale e Giuliano è espressione dell’alto livello che questo tipo di studenti poteva raggiungere. In un’Europa ancora un po’ smarrita, priva dell’unione linguistica e politica che l'aveva caratterizzata per secoli, la Spagna mostra di possedere una vitalità intellettuale di prim’ordine, rappresentata nelle sue prime fila da un dottissimo come Giuliano di Toledo.
È bene inoltre fare un minimo riferimento al fatto che, sebbene egli compose opere solo in lingua latina, sembra assai probabile una conoscenza sufficiente del greco da parte di Giuliano.

## Edizioni
- Sancti Iuliani Toletanae sedis episcopi opera, Pars 1, Turnhout, ed. B. Bischoff, 1976 (Corpus Christianorum Series Latina, CXV).
- San Ildefonso: De uirginitate beatae Mariae (Historia de su tradición manuscrita, texto y comentario gramatical y estilístico), a cura di V. Blanco García, Madrid, 1937 (Textos Latinos de la Edad Media Española. Sección 3ª), pp. 7–54 = Santos Padres Españoles, I. San Ildefonso de Toledo, a cura di Blanco García - J. Campos Ruiz, Madrid 1971 (Biblioteca de Autores Cristianos, 320), pp. 1–222.
- El De uiris illustribus de Ildefonso de Toledo. Estudio y edición crítica, a cura di C. Codoñer, Salamanca 1972, (Acta Salmanticensia. Filosofía y Letras, 65), pp. 89–94 et 104-5.
- Iuliani Toletani Elogium Ildephonsi, a cura di J. Gil, Madrid 1973, Corpus Scriptorum Muzarabicorum, vol. 1, pp. 60–66.
- San Ildefonso de Toledo a través de la pluma del Arcipreste de Talavera, ed. J. Madoz, Madrid, 1943 (Biblioteca de antiguos escritores cristianos espanoles 2) = San Ildefonso de Toledo, a cura di J. Madoz, «Estudios Eclesiásticos» 26 (1952).
- Ildefonsi Toletani episcopi De uirginitate sanctae Mariae, De cognitione baptismi, De itinere deserti, De uiris illustribus, a cura di Yarza Urkiola - C. Codoñer, Turnhout, 2007.